# Kimpényszurduk
Kimpényszurduk románul: Câmpuri-Surduc, falu Romániában, Erdélyben, Hunyad megyében.

## Fekvése
Marosillyétől nyugatra, a Maros jobb partja közelében, Kimpur, Tatares és Guraszáda közt fekvő település.

## Története
Kimpényszurduk, Szurdok nevét  1462-ben, majd 1485-ben említette először oklevél p. Zurdok néven, mint a  Foltiak birtokát.
1750-ben Kimpenyij, 1805-ben Kimpény-Szurduk, 1808-ban Szurdok (Kemény-), Kimpeni-Szurduk, 1861-ben Kimpény-Szurduk, 1888-ban Szurdok-Kimpeny, 1913-ban Kimpényszurduk néven írták.
A trianoni békeszerződés előtt Hunyad vármegye Marosillyei járásához tartozott.
1910-ben 651 lakosából 16 magyar, 585 román volt. Ebből 12 római katolikus, 589 görög keleti ortodox volt.

## Források

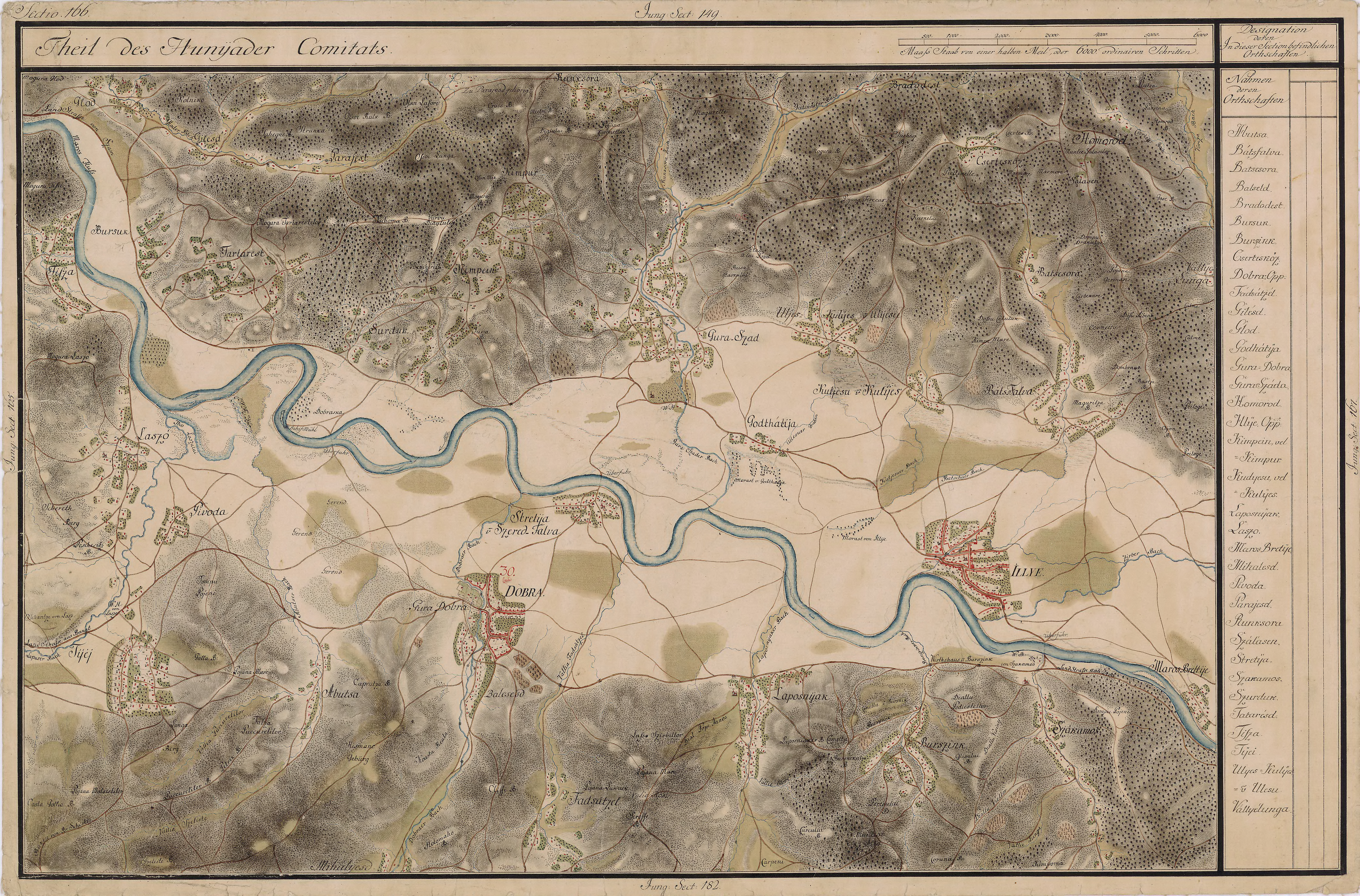
Kimpényszurduk egy régi térképen